# Anton Aškerc
Anton Aškerc (n. 9 ianuarie 1856, Globoko, Laško, Slovenia - d. 10 iunie 1912, Ljubljana) a fost un poet sloven.

## Opera
- 1890: Balade și romanțe ("Balade in romance");
- 1896: Din cartea de cântece a unui țăran sărac necunoscut ("Is pesmarice neznanega siromaka");
- 1900: Poezii noi ("Nove poezije");
- 1905: Primož Trubar ("Primož Trubar");
- 1906: Martirii ("Mučeniki");
- 1907: Eroii ("Junaki").